# Grube Reserve
Die Grube Reserve war ein von 1856 bis 1944 durch den Eschweiler Bergwerksverein (EBV) betriebenes Steinkohlebergwerk zwischen den Eschweiler Stadtteilen Bergrath und Nothberg. Sie war das letzte Bergwerk des Eschweiler Bergbaus und im Inderevier.

## Geschichte

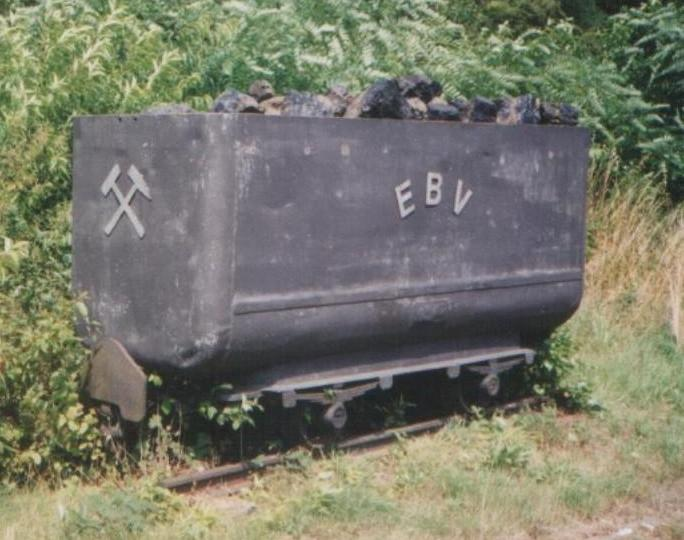
Bei Nothberg zur Erinnerung aufgestellte EBV-Lore

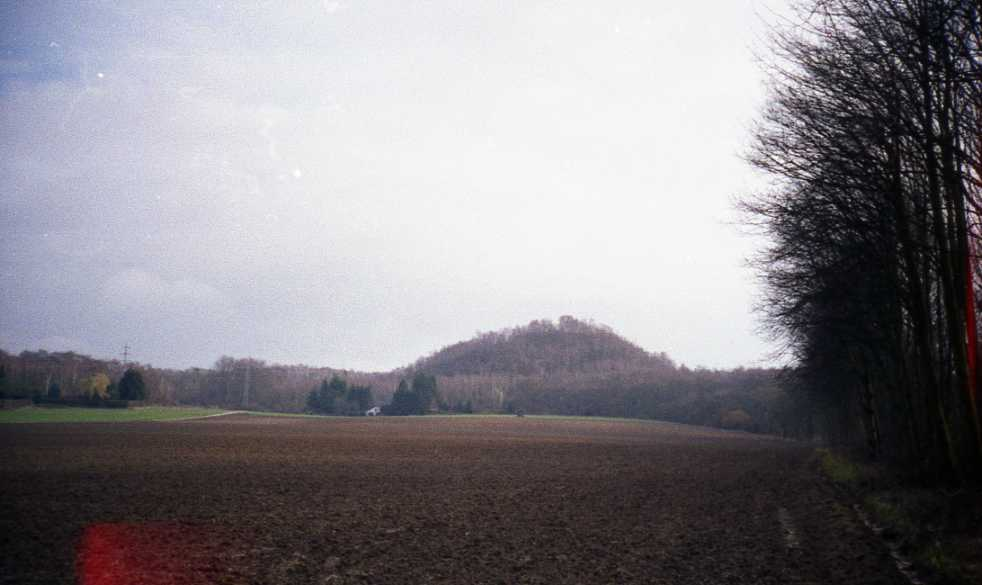
Der Schwarze Berg, die von 1888 bis 1944 entstandene Halde der früheren Grube Reserve

1833 erwarb Christine Englerth eine rund 2.500 Hektar große Konzession auf die Steinkohlenlager der Orte Eschweiler, Frenz, Inden, Lamersdorf, Lucherberg, Nothberg sowie Weisweiler unter dem Namen „Eschweiler Reservegrube“.
1856 wurde in Nothberg der erste Schacht mit Namen „Wilhelm“ (auch als Schacht I bezeichnet) abgeteuft. Ab 1862 wurde „Reserve“ mit zwei Schächten als eigenständige Grube betrieben. Ebenfalls der Grube zugeordnet wurde der bereits ab 1847 bei Weisweiler abgeteufte „Heinrichsschacht“, aus dem kurze Zeit auch eigenständig Kohle gefördert wurde. Aufgrund wiederholter Wassereinbrüche kam die Grube nur schwer in Gang, von 1875 bis 1880 wurde so gut wie keine Kohle gefördert. Erst mit neuen, leistungsstärkeren Pumpen bekam der EBV die Wasserprobleme ab den 1880er Jahren in Griff. 1888 wurde eine Seilbahn von der Grube zum Eschweiler Stadtwald fertiggestellt und mit der Aufschüttung des Abraums neben der bereits bestehenden Kippe „Kitzberg“ zum sogenannten Schwarzen Berg begonnen.
1864 erhielt die Grube ein direktes Anschlussgleis an die Bahnstrecke Aachen-Köln der Rheinischen Eisenbahn und einen eigenen Bahnhof auf dem Grubengelände. Das Anschlussgleis zweigte in Höhe der Fußgängerunterführung „Auf dem Höfchen“ von der Hauptstrecke ab. Anfang der 1890er Jahre wies die Grube ca. 700 Mitarbeiter auf. Mit Stilllegung der Grube Centrum kamen die dortigen Bergleute größtenteils zur Grube Reserve. 1894 wurde auf dem Grubengelände eine Kokerei gebaut, die bald um eine Benzolfabrik und eine Teerdestillation erweitert wurde. Ein Jahr später wurden zusätzlich zur Abraumseilbahn zum Schwarzen Berg weitere Seilbahnen zum Kohle- und Kokstransport gebaut, unter anderem eine für den Kokstransport zur Concordiahütte in Pumpe-Stich. Auch die weiterverwendete Kohlenwäsche der Grube Centrum wurde so versorgt.
Ab 1903 wurde die Grube schrittweise elektrisch betrieben, unter anderem kam ab 1907 eine elektrische Grubenbahn zum Einsatz. Die Fördermaschinen blieben allerdings bis zuletzt dampfbetrieben. In den Jahren ab 1905 wurde Schacht II bis auf die 600-m-Sohle weitergeteuft und die Kokerei modernisiert. Während des Ersten Weltkriegs gab es durch Einberufung vieler Bergleute und die starke Belastung der Bahnstrecke Köln-Aachen durch Militärtransporte erhebliche Behinderungen und eine rückläufige Förderung.
In den 1920er Jahren modernisierte der EBV die Grube in erheblichem Umfang, auch Schacht I wurde bis 600 m abgeteuft. Auch die Kokerei wurde 1926 grundlegend erneuert. 1927 baute die „Aachener Bergmanns-Siedlungsgesellschaft“ die „Kolonie Wetterschacht“ neben dem 1903 dort abgeteuften Wetterschacht an der unteren „Dürener Straße“ in Eschweiler-Ost für die vom EBV angeworbenen Bergleute für die Grube „Reserve“. Diese kamen unter anderem aus Polen, Westfalen, Lothringen,  dem Saarland, der Pfalz und der slowenischen Steiermark. Zwecks kurzer Wege wurde seither auch der Wetterschacht für die Personalfahrt genutzt. 1932 arbeiteten insgesamt rund 2.400 Menschen auf der Grube. Die Seilbahn zum Schwarzen Berg wurde als eine der letzten Maßnahmen vor dem Zweiten Weltkrieg im Mai 1938 erneuert.
Wie bereits 1914 wurden viele Bergleute zu Beginn des Zweiten Weltkriegs eingezogen. Als Ersatz wurden unter anderem Zwangsarbeiter und Kriegsgefangene eingesetzt. Nachdem die Grube gegen Ende des Krieges in Reichweite der US-amerikanischen Artillerie geriet, fielen wegen Stromausfalls am 28. September 1944 die Pumpen aus. Die Grube lief innerhalb weniger Tage bis zur Tagesoberfläche voll.
Der EBV entschied sich nach dem Krieg, aufgrund der geringen noch anstehenden Kohlenvorräte die Grube nicht zu sümpfen. 1950 wurden die Fördertürme und die Schornsteine auf dem Grubengelände abgerissen. Einer der Fördertürme wurde in der neu angelegten Grube Emil Mayrisch in Siersdorf bis zu deren Stilllegung 1992 weiter verwendet, ebenso die Fördermaschine. Die oberirdisch eingesetzten Werksloks beenden ihren Dienst in Mariadorf auf der Grube Maria. In den verbliebenen Gebäuden siedelte der EBV die Deutsche Fibercast an, eine Tochterfirma, die Kunststoffrohre herstellte. Die letzten Bauten der alten Kokerei, darunter der markante Kohlenhochbunker, wurden 1970 abgebrochen. 1996 zog die Deutsche Fibercast in das auf dem Gelände der Grube Emil Mayrisch entstandene Gewerbegebiet um. Die seitdem ungenutzten letzten Gebäude wurden 2005 abgerissen.

## Unglücke
Die Grube Reserve war aufgrund ihrer schwierigen Wasserführung, der dünnen Flöze mit Verwerfungen und der stark gashaltigen Fettkohle stets gefährdet. Wiederholt traten daher Schlagende Wetter auf. Bei Schlagwetterexplosionen starben 1905 zwei Bergleute, 1927 gab es einen Toten und vier Verletzte. Das schwerste Unglück wurde allerdings durch explodierenden Sprengstoff in einer Gezähekiste verursacht. Am 21. Februar 1931 forderte die so ausgelöste Kohlenstaubexplosion 32 Tote, der jüngste 16, der älteste 42 Jahre alt. 35 Bergleute wurden teils schwer verletzt. Zudem starben etliche Grubenpferde. Die Trauerfeier für dieses schwerste Unglück der Grube Reserve fand am 24. Februar in der Eschweiler „Schützenhalle“ in der Marienstraße statt.
Im Reichstag wurde auf Antrag sozialdemokratischer und kommunistischer Abgeordneter über das Unglück debattiert, insbesondere wurden die Arbeitsbedingungen und fehlende Sicherheitsmaßnahmen kritisiert. Insgesamt kamen durch Beiträge des Reichs, Preußens, des EBV und durch Spenden rund 144.000 Reichsmark zusammen, mit denen die Hinterbliebenen unterstützt wurden.

## Trivia
Die 1931 gegründete Eschweiler Karnevalsgesellschaft „KG Lustige Reserve“ im Stadtteil Röthgen hat entgegen einer oftmals geäußerten Vermutung keinerlei Bezug zur Grube Reserve.